# Airton Daré
Aírton Daré (Bauru, 9 de fevereiro de 1978) é um automobilista brasileiro. Competiu na Indy Lights Series em 1997 até 1999, e na IRL entre 2000 e 2006.

## Resultados

#### IndyCar Series
| Ano  | Equipe                  | 1      | 2      | 3      | 4       | 5       | 6      | 7      | 8      | 9      | 10     | 11     | 12     | 13     | 14     | 15     | 16  | Pontos | Posição |
| ---- | ----------------------- | ------ | ------ | ------ | ------- | ------- | ------ | ------ | ------ | ------ | ------ | ------ | ------ | ------ | ------ | ------ | --- | ------ | ------- |
| 2000 | Team Xtreme             | WDW 11 | PHX 22 | LVS 14 | INDY 25 | TXS 10  | PPIR 2 | ATL 25 | KTY 19 | TX2 12 |        |        |        |        |        |        |     | 142    | 16º     |
| 2001 | Team Xtreme             | PHX 13 | HMS 23 | ATL 9  | INDY 8  | TXS 19  | PPIR 5 | RIR 15 | KAN 6  | NSH 17 | KTY 20 | STL 9  | CHI 19 | TX2 7  |        |        |     | 239    | 10º     |
| 2002 | A. J. Foyt Enterprises  | HMS 10 | PHX 12 | FON 13 | NZR 11  | INDY 13 | TXS 3  | PPIR 9 | RIR 6  | KAN 1  | NSH 17 | MIS 23 | KTY 23 | STL 11 | CHI 16 | TX2 12 |     | 304    | 9º      |
| 2003 | A. J. Foyt Enterprises  | HMS    | PHX    | MOT    | INDY 24 | TXS DNS | PPIR   | RIR    | KAN    | NSH    | MIS    | STL    | KTY    | NZR    | CHI    | FON    | TX2 | 6      | 34º     |
| 2006 | Sam Schmidt Motorsports | HMS    | STP    | MOT    | INDY 18 | WGL     | TXS    | RIR    | KAN    | NSH    | MIL    | MIS    | KTY    | SNM    | CHI    |        |     | 12     | 31º     |